# Informatik Aktuell (Magazin)
Die Informatik Aktuell ist eine deutschsprachige Fachzeitschrift mit dem Schwerpunkt Informatik. Sie wird vom Alkmene Verlag wöchentlich herausgegeben und erscheint als  Open-Access-Publikation online. 
Das Ziel des Magazins ist Freies Wissen im Sinne von Open Science. Die Redaktionsarbeit wird über die Jahreskonferenz IT-Tage refinanziert und getragen. Zahlreiche Freiwillige unterstützen dies durch ihre Mitarbeit. 

## Geschichte
2012 wurden die Frankfurter Datenbanktage geplant. Sie fanden im März 2013 nahe Frankfurt am Main statt. In der Folge wurde im Frühjahr 2014 das Magazin „Informatik Aktuell“ gegründet. Im Sommer 2014 ging das Magazin online.
Informatik Aktuell zählt zu den open knowledge-Fachmagazinen. Alle Artikel sind frei zugänglich. Es erscheint wöchentlich mit einer Online-Ausgabe. Monatlich werden zwischen etwa 20 und 25 Artikel und Meldungen zu Fachthemen publiziert.
Das Magazin wird durch eine Jahreskonferenz, die IT-Tage in Frankfurt quer-finanziert. Die Konferenz findet direkt in Frankfurt am Main im Kongresszentrum der Messe Frankfurt in der zweiten Dezemberwoche statt. Ihre Schwerpunkte liegen in den Bereichen Digitalisierung, Informatik, IT-Security, Software-Architekturen und Software-Entwicklung sowie neue Datenbank-Technologien.

## Redaktion
Die Redaktion hat ihren Stammsitz in Frankfurt am Main. Sie wird unterstützt von renommierten Autoren. Andrea Held war ab 2014 Herausgeberin des Magazins. Chefredakteur ist Hannes Hafenbrack.
Bekannte Autoren des Magazins waren Ulrich Breymann, Chris Rupp, Andrea Held, Stefan Hellfeld, Michael Inden, Wolfgang Ertel und Ina Schieferdecker.

## Themenschwerpunkte
Informatik Aktuell behandelt vor allem Themen der Digitalisierung, der Informatik und der Softwareentwicklung: Anwendungsentwicklung, Entwurfsmuster, Softwarearchitekturen, Methoden in der Anwendungsentwicklung, Hochverfügbarkeit, Datenbanken, Big Data und Themen aus dem Projektmanagementbereich wie Agile Softwareentwicklung. Weitere Themen sind IT-Sicherheit, DevOps, Big Data und Cloud-Computing.

## Konferenz
Die Jahreskonferenz des Magazins Informatik Aktuell findet jährlich in der zweiten Dezemberwoche statt und besteht aus einem mehrtägigen Konferenzprogramm mit einer begleitenden Ausstellung. Sie wird unter dem Namen IT-Tage im Kongresshaus der Messe Frankfurt veranstaltet und richtete sich zunächst an ein technisches Publikum wie Softwarearchitekten, Datenbankarchitekten, Entwickler und Administratoren. Die Bereiche Digitalisierung, IT-Sicherheit, Projektmanagement, agile Software-Entwicklung und Software-Architekturen sind inzwischen weitere Schwerpunkte, zu denen es eigene Thementage im Rahmen der Konferenz gibt.

## Ziele und Interessen
Allgemeines Ziel der IT-Tage  ist der Erfahrungsaustausch und die Wissensvermittlung über Einsatz, Umgang und Erfahrungen. Auf die Unabhängigkeit gegenüber Herstellern legt die Konferenz besonderen Wert.

### Weiterbildung
- Wissensvermittlung durch das freie Magazin Informatik Aktuell, durch Konferenzen und Weiterbildungsangebote
- Orientierungshilfe und Unterstützung für IT-Experten zu den Themen Datenbanken, Software-Architektur, Software-Entwicklung, Security, DevOps und IT-Betrieb

### Wissens- und Informationsvermittlung
- Bereitstellung eines Open Knowledge-Magazins mit Fachartikeln
- Unterstützung der Kommunikation und der Wissensvermittlung
- Bereitstellung von Online-Medien
- Regelmäßige Herausgabe von Fachartikeln und News
- Regelmäßige Herausgabe von Newslettern
- Vernetzung und Informationsaustausch bei Konferenzen und Veranstaltungen.
- Orientierungshilfen bei der Software-Entwicklung und im IT-Betrieb

## Veranstaltungen der Informatik Aktuell

### Konferenz IT-Tage

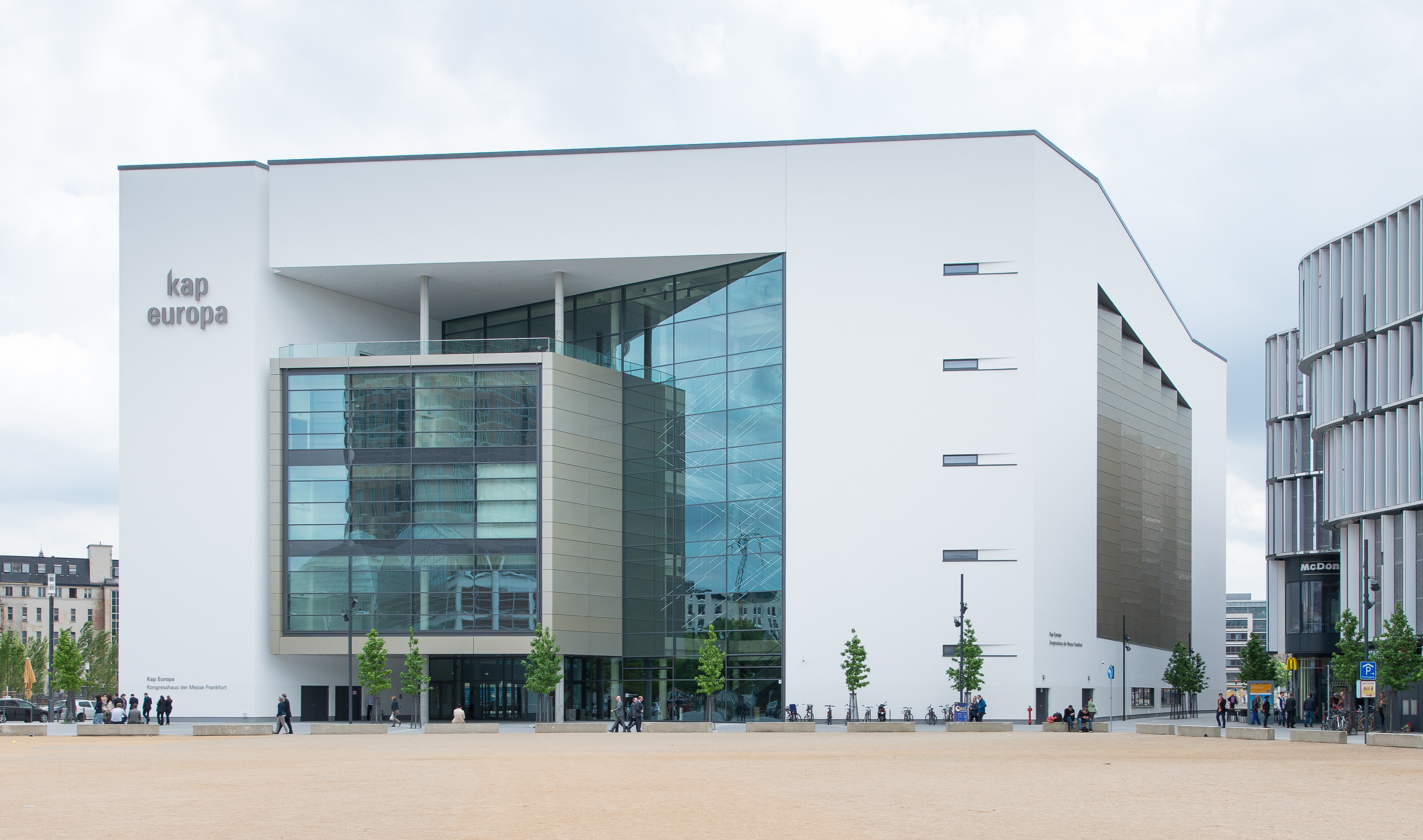
Kongresshaus Kap Europa

Einmal jährlich finden im Dezember die IT-Tage als Jahreskonferenz des Fachmagazins Informatik Aktuell statt, die die Möglichkeit bieten, Vorträge zu aktuellen Themen zu hören und persönliche Kontakte zu knüpfen. Während namhafte Referenten das Konferenzprogramm bestreiten, sind auf der begleitenden Ausstellung die neuesten Produkte von Partnern zu sehen. Im Jahr 2019 fanden die IT-Tage im Kap Europa, dem Kongresshaus der Messe Frankfurt statt, dauerte vier Tage und hatte 1200 Teilnehmende.
Aufgrund der COVID-19-Pandemie fanden die IT-Tage im Jahr 2020 komplett remote statt. Auch 2021 wird die Konferenz nochmals online durchgeführt.

### Weitere Konferenzen
Weitere Konferenzen der Informatik Aktuell sind:
- Entwickler-Tage
- Java-Tage
- DevOps-Tage
- Cloud-Tage
- Datenbank-Tage
- Software-Architektur-Tage

### Schulungen der Akademie
Im Rahmen der Informatik Aktuell Akademie werden Schulungen zu Themen der Software-Entwicklung, Software-Architektur, Datenbanken, IT-Security sowie Devops und IT-Betrieb angeboten.